# Додонова, Анна Андреевна
А́нна Андре́евна Додо́нова (1888—1967) — участница революционного движения, председатель Московского Пролеткульта, доктор педагогических наук.

## Биография

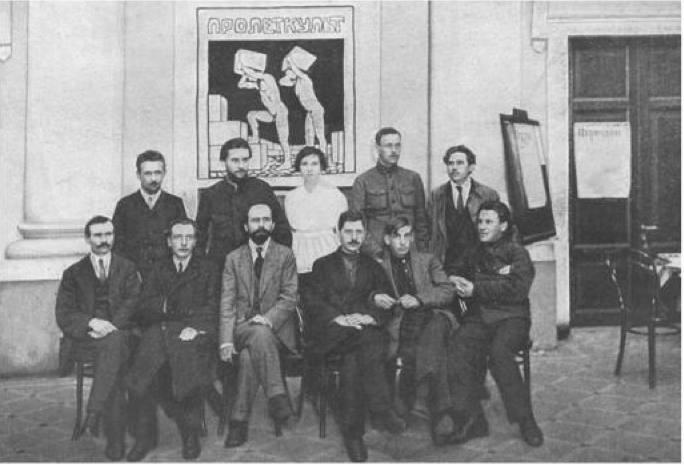
Президиум Первой Всероссийской конференция Пролеткульта (сентябрь 1918).
Анна Додонова — стоит в центре.

Родилась в селе Лукмас Спасского уезда Рязанской губернии. В 1907 году приехала в Москву и поступила на частные Высшие женские юридические курсы. Ещё будучи курсисткой, занималась в марксистском кружке, была связана со студентами-большевиками Московского университета. В 1911 году вступила в РСДРП.
Окончив курсы, до марта 1917 года работала в Московской городской управе. Весной 1916 года помогла М. В. Фрунзе, приехавшему в Москву из Читы, получить документы на имя М. А. Михайлова и направление на Западный фронт.
После Февральской революции 1917 года — депутат первого созыва Московского Совета, секретарь канцелярии исполкома Совета рабочих депутатов.
В дни Октябрьской революции — секретарь Московского военно-революционного комитета. В 1918 году — заведующая культотделом Моссовета. В сентябре 1918 года на Первой Всероссийской конференции пролетарских культурно-просветительских организаций была избрана членом Всероссийского совета Пролеткульта.
В 1919—1932 годах — член президиума, затем председатель Московского Пролеткульта. Член Центрального комитета Пролеткульта.
В 1932–1935 годах училась в аспирантуре, затем занималась научно-педагогической деятельностью. Учёный секретарь Психологического института.
В годы Великой Отечественной войны — председатель Новосибирского обкома МОПР.
Доктор педагогических наук. Занимала руководящие должности в Академии педагогических наук. С 1957 года на персональной пенсии.
Умерла в 1967 году. Похоронена на Новодевичьем кладбище.

### Семья
- Муж — Валериан Фёдорович Плетнёв (1886–1942), писатель, критик, один из руководителей Пролеткульта.
- Двоюродный брат — Валентин Сергеевич Перелётов (1918—1979), художник по костюмам.